# 圣安娜-杜雅卡雷
圣安娜-杜雅卡雷是巴西米纳斯吉拉斯州的一个市镇。总面积107.445平方公里，总人口4532人，人口密度42.2人/平方公里。